# Sarcelle hottentote
Spatula hottentota
Espèce
Statut de conservation UICN

 LC  : Préoccupation mineure

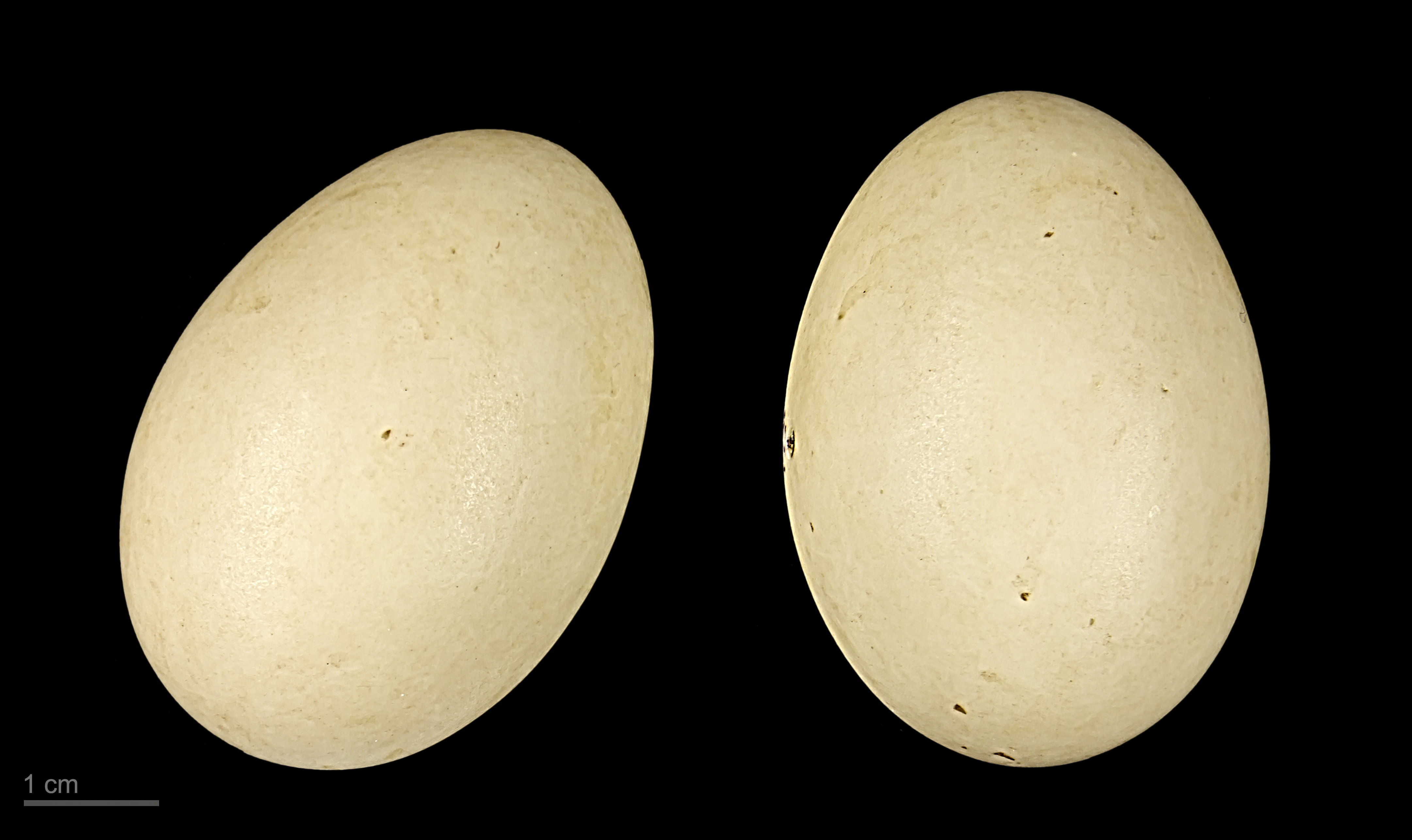
Spatula hottentota - MHNT

La Sarcelle hottentote (Spatula hottentota, Syn. Punanetta hottentota, anciennement Anas hottentota) ou Sarcelle à bec bleu est une espèce de canards barboteurs de la famille des anatidés.

## Habitat
La Sarcelle hottentote vit dans des milieux ouverts tels que des lacs et des marais, ainsi que des étangs d'eau douce peu profonds riches en végétation.

## Répartition
Son aire s'étend de l'Éthiopie à l'Afrique australe et Madagascar, avec une population isolée dans le sud du Niger, le nord du Nigeria, l'ouest du Tchad et l'extrême nord du Cameroun.